# Großwilfersdorf
Großwilfersdorf est une commune autrichienne du district de Hartberg-Fürstenfeld en Styrie.